# Africa Cup Sevens Femenino 2014
La Africa Sevens Femenino de 2014 fue la sexta edición del principal torneo de rugby 7 femenino de África.

## Fase de grupos

### Grupo A
| Equipo     | Encuentros | Encuentros | Encuentros | Encuentros | Tantos  | Tantos    | Tantos     | Puntos |
| Equipo     | jugados    | ganados    | empatados  | perdidos   | a favor | en contra | diferencia | Puntos |
| ---------- | ---------- | ---------- | ---------- | ---------- | ------- | --------- | ---------- | ------ |
| Sudáfrica  | 3          | 3          | 0          | 0          | 59      | 12        | +47        | 9      |
| Kenia      | 3          | 2          | 0          | 1          | 58      | 35        | +23        | 7      |
| Madagascar | 3          | 1          | 0          | 2          | 45      | 57        | −12        | 5      |
| Senegal    | 3          | 0          | 0          | 3          | 14      | 60        | −46        | 3      |

### Grupo B
| Equipo   | Encuentros | Encuentros | Encuentros | Encuentros | Tantos  | Tantos    | Tantos     | Puntos |
| Equipo   | jugados    | ganados    | empatados  | perdidos   | a favor | en contra | diferencia | Puntos |
| -------- | ---------- | ---------- | ---------- | ---------- | ------- | --------- | ---------- | ------ |
| Túnez    | 3          | 3          | 0          | 0          | 64      | 7         | +57        | 9      |
| Zimbabue | 3          | 2          | 0          | 1          | 43      | 26        | +17        | 7      |
| Uganda   | 3          | 1          | 0          | 2          | 57      | 24        | +33        | 5      |
| Namibia  | 3          | 0          | 0          | 3          | 0       | 107       | −107       | 3      |

## Fase Final

### Copa de oro
|  | Semifinales | Semifinales | Semifinales |       |           | Copa      | Copa | Copa |  |
|  |             |             |             |       |           |           |      |      |  |
|  |             |             |             |       |           |           |      |      |  |
|  | Sudáfrica   | Sudáfrica   | 43          |       |           |           |      |      |  |
|  | Sudáfrica   | Sudáfrica   | 43          |       |           |           |      |      |  |
|  | Zimbabue    | Zimbabue    | 0           |       |           |           |      |      |  |
|  | Zimbabue    | Zimbabue    | 0           |       | Sudáfrica | Sudáfrica | 15   |      |  |
|  |             |             |             |       | Sudáfrica | Sudáfrica | 15   |      |  |
|  |             |             | Kenia       | Kenia | 0         |           |      |      |  |
|  | Kenia       | Kenia       | Kenia       | Kenia | 0         | 14        |      |      |  |
|  | Kenia       | Kenia       |             |       |           | 14        |      |      |  |
|  | Túnez       | Túnez       | 10          |       |           |           |      |      |  |
|  | Túnez       | Túnez       | 10          |       |           |           |      |      |  |
|  |             |             |             |       |           |           |      |      |  |

| Bandera de Sudáfrica |
| Campeón Sudáfrica    |
| Quinto título        |